# Горилас
Горилас (на английски: Gorillaz) е английска виртуална музикална група, създадена от музиканта Деймън Олбърн от брит-поп групата Блър и артиста Джейми Хюлет. Стилът на Горилас е неопределен, като в тяхната музика се виждат различни съчетания от различни жанрове. Известни са най – вече със стила алтернативен рок. Членовете на групата са вокалистът 2D, басистът Мърдок, китаристката Нудъл и барабанистът Ръсел. В албума Demon Days Горилас пеят с много известни личности като Айк Търнър и други.

## Състав
- Стюарт Пот или 2D (вокали и синтезатор)
- Мърдок (бас)
- Нудъл (китара)
- Ръсел (барабани)

## Дискография
- 2001 – Gorillaz
- 2002 – G-Sides
- 2002 – Laika Come Home
- 2004 – Greatest Hits
- 2005 – Demon Days
- 2007 – D-Sides
- 2010 – Plastic Beach
- 2011 – The Fall
- 2017 – Humanz
- 2018 – The Now Now
- 2020 – Song Machine
- 2023 – Cracker Island